# パトリック・オズボーン
パトリック・オズボーン（Patrick Osborne、1987年6月14日 - ）は、ワイカトに所属するラグビーユニオン選手。

## プロフィール
- フィジースバ出身。
- ポジションはウィング(WTB)。
- 身長 187cm、体重 106kg
- ニックネームはパット。
- フィジー代表キャップは11（2021年3月現在）。
- ニュージーランド代表候補に選ばれたことがある[1]。

## 略歴
クイーンビクトリア高校、クルセイダーズ、チーフス、ハイランダーズを経て、2016年、クボタスピアーズに加入。同年12月4日に行われたジャパンラグビートップリーグ第10節のパナソニック ワイルドナイツ戦に先発出場で日本での公式戦初出場を果たす。
2019年、クボタスピアーズを退団した。